# التعليم الابتدائي في الولايات المتحدة

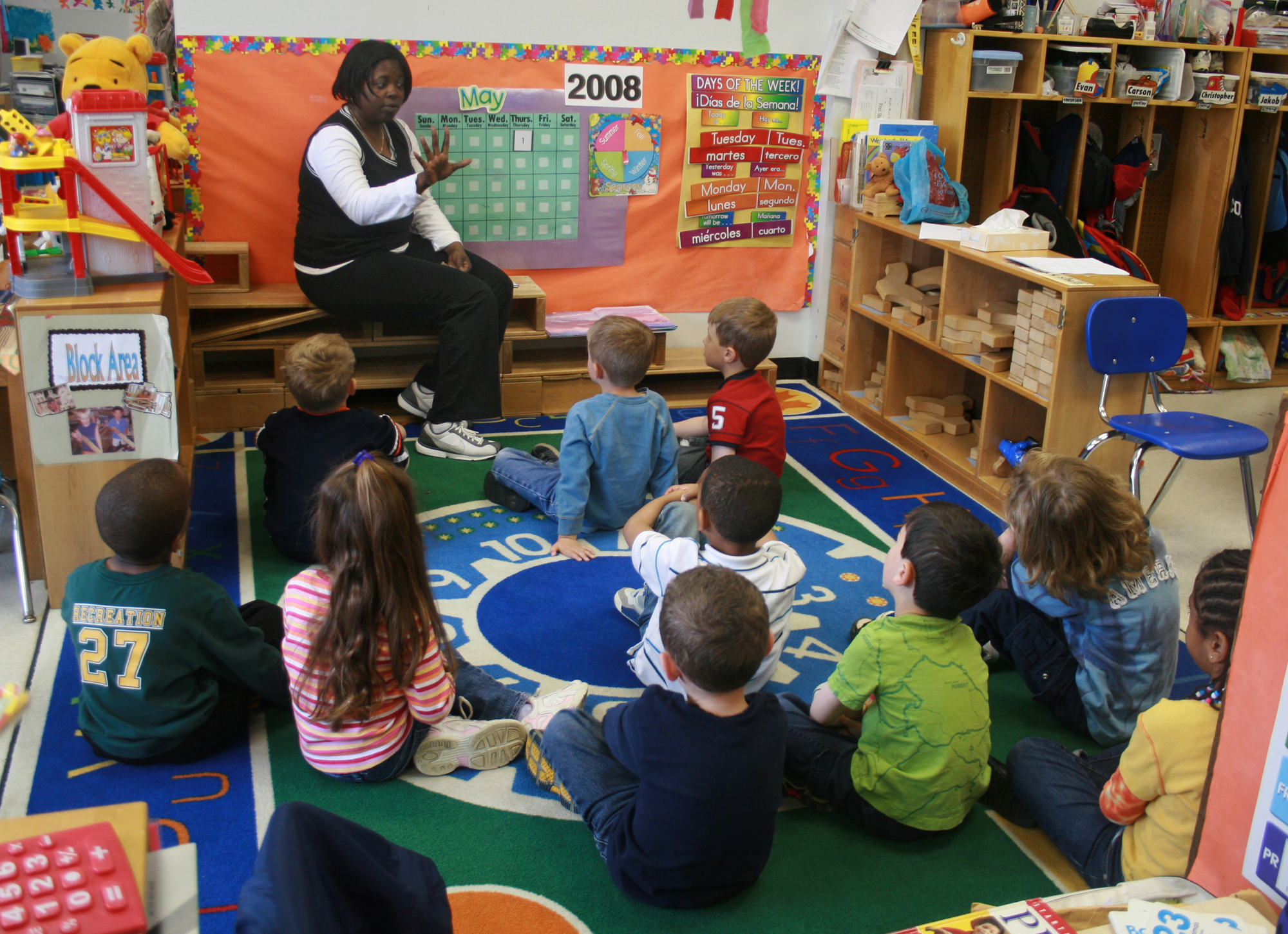

التعليم الابتدائي في الولايات المتحدة يشير عادة إلى السنوات الست الأولى من التعليم الرسمي في معظم الولايات القضائية. وقد يشار إلى التعليم الابتدائي أيضًا باسم التعليم الأساسي، كما يشار إلى معظم المدارس التي تقدم هذه البرامج بمدارس التعليم الأساسي. ولا تعد برامج التعليم قبل المدرسي، والتي تتميز بأنها أقل رسمية ولا تخضع عادة للإشراف القانوني، جزءًا من التعليم الابتدائي. وتعرف السنة الأولى من التعليم الابتدائي عادة باسم روضة الأطفال وتبدأ في عمر 5 سنوات تقريبًا. وتأخذ المراحل التالية عادة أرقامًا متتالية يشار إليها بـ الصف الأول والصف الثاني وهكذا. وعادة يكون الطلاب الذين يتخرجون من الصف الخامس، أي السنة الأخيرة من المرحلة الابتدائية، في سن 11 عامًا.
في عام 2001، بلغ عدد المدارس الابتدائية في الولايات المتحدة 92858 مدرسة (68173 مدرسة حكومية و 24685 مدرسة خاصة)، وهو رقم يضم جميع المدارس التي تعلم الطلاب من الصف الأول وحتى الثامن. ووفقًا للمركز القومي لإحصاءات التعليم، بلغ عدد طلاب المدارس الابتدائية الحكومية 3.5 مليون طالب في خريف عام 2009. بالإضافة إلى ذلك، بلغ عدد الطلاب المتقدمين للتعليم الحكومي قبل المدرسي أو ما قبل الحضانة 1085000 طفل في خريف عام 2009.

## التعليم الابتدائي (روضة الأطفال للسنوات 4/5/6)
قد يتمكن الطلاب من الالتحاق بالمدارس الابتدائية الحكومية أو الخاصة من عمر الرابعة إلى السادسة. يبدأ التعليم الابتدائي عادة من روضة الأطفال وحتى الصف الخامس أو السادس، وذلك حسب المنطقة والفترة التاريخية. وبعد إتمام التعليم الابتدائي بنجاح، ينتقل الطلاب بعد ذلك إلى التعليم المتوسط، والذي يُعرف أيضًا باسم التعليم الإعدادي. بالإضافة إلى ذلك، يكون أمام التلاميذ خيار الالتحاق بالمدارس الابتدائية التي تتضمن ثمانية صفوف. وفي هذه الحالة، فإنه ينتقل مباشرة إلى المدرسة الثانوية.
وفي معظم المدارس الابتدائية الأمريكية، يحصل الطلاب على صفوفهم الرئيسية على يد واحد أو اثنين من مدرسي الفصل (على خلاف المدارس المتوسطة والثانوية التي ينتقل فيها الطلاب من معلم متخصص إلى آخر خلال اليوم). وفي بعض المدارس الابتدائية، وعندما يكون التمويل والإمدادات كافية، يتم توظيف مدرسين إضافيين لتعليم الطلاب في مجالات مثل الفن والموسيقى.

## التعليم قبل المدرسي
يشهد الاعتراف بأهمية التعليم في مراحل الطفولة المبكرة ازديادًا واضحًا في ظل إدارة الرئيس أوباما. ونتيجة لذلك، انضمت العديد من المدارس الخاصة وبعض المدارس الحكومية لتقدم تعليم ما قبل الروضة (والذي يعرف أيضًا باسم ما قبل المدرسة أو ما قبل الحضانة(Pre-K)) وذلك بوصفه جزءًا من تجربة التعليم في المدرسة الابتدائية أو الأساسية. ووفقًا لبينيت وفين وكريب، مؤلفي كتاب الطفل المتعلم: دليل الوالدين في مرحلة ما قبل المدرسة وحتى الصف الثامن (The Educated Child: A Parent's Guide from Preschool Through Eighth Grade)، فإن السنوات الثلاث إلى الخمس الأولى من حياة الفرد يمكن أن تكون هي الفترة الأكثر أهمية في تعليمه. وخلال هذه المرحلة العمرية، تسعى هذه العقول الصغيرة بجد لتطوير الجوانب البدنية والفكرية والعاطفية بما في ذلك، على سبيل المثال لا الحصر: نمو الفضول وتكوين الشخصية وسماتها، فضلاً عن تطور الجانب الاجتماعي والنمو العقلي واللغوي .
بالإضافة إلى ذلك، تشجع إدارة الرئيس أوباما على تطوير وتنمية برامج جديدة تمولها الدولة مثل برنامج هيد ستارت (البداية المبكرة) (Head Start). وبرنامج هيد ستارت هو برنامج تشرف عليه وزارة الصحة والخدمات الإنسانية الأمريكية، حيث تم تسجيله عام 2007 ويقدم خدماته لحوالي 22 مليون طفل في مرحلة ما قبل المدرسة وعائلاتهم. ويهدف هيد ستارت إلى تقديم برنامج تعليمي كامل للطفل، فضلاً عن توفير الخدمات الصحية والغذائية الملائمة للأسر ذات الدخل المنخفض.

## أجر المعلم
وفقًا لدراسة ضمت سبعًا من الدول الصناعية الكبرى عام 2006، بلغ متوسط راتب المعلم الأمريكي المبتدئ، الذي يحمل أدنى مستوى مسموح به من المؤهلات في المدارس الابتدائية الحكومية، 34900 دولارًا أمريكيًا. وبذلك، تحتل الولايات المتحدة المرتبة الثانية بعد ألمانيا مباشرة (الرواتب التي لا تدفع بالدولار الأمريكي يتم تحويلها إليه عند مستوى تعادل القدرة الشرائية).
وفي عام 2007، ذكرت إحدى الدراسات التي أجراها اتحاد المعلمين الأمريكي (والمعروف أيضًا بـ AFT) أن متوسط راتب المعلم الأمريكي سنوياَ بلغ 51009 دولارًا أمريكيًا. وكانت هذه هي المرة الأولى في التاريخ التي يتجاوز فيها دخل المعلم سنوياَ حاجز 50000 دولار أمريكي.
ووفقًا لمكتب إحصائيات العمل، يوجد ما يقرب من 1400000 معلم ابتدائي يعمل في الولايات المتحدة، يبلغ متوسط دخولهم 55270 دولارًا أمريكيًا سنوياَ، ومتوسط الدخل يبلغ 52840 دولارًا أمريكيًا سنوياَ.

## معايير العلوم الوطنية
وفقًا لقانون لن ندع طفلاً خلفنا (No Child Left Behind Act) الصادر عام 2001، يتعين على المدارس الحكومية التي تتلقى تمويلاً من الحكومة اختبار وتقييم مدى التقدم الذي يحرزه الطالب كل عام. فيتعين على الولايات وليس الحكومة الفيدرالية تطوير معاييرها الخاصة بها، والتي تمكنها من قياس مدى التقدم الذي يحرزه الطالب.
وعلى الرغم من أن الاختبار القياسي يعد طريقة صالحة لقياس المعرفة بالمحتوى والتقدم في مجالات مثل الرياضيات والقراءة في المرحلة الابتدائية، فهناك خلاف كبير بين الأوساط العلمية حول كيفية قياس التقدم في المعرفة العلمية.
وخلال عام 1996، اجتمع المجلس الوطني للبحوث (NRC) والجمعية الوطنية لمعلمي العلوم (NSTA) مع غيرهم من المؤسسات التي تختص بالعلوم لتطوير ‘’المعايير الوطنية لتعليم العلوم’’. فكانت دراسة المحتوى الأساسي للعلوم والكيفية التي يعرض بها في مجالات مثل: الفيزياء والحياة والأرض والفضاء كافية في الماضي. ولكن بعد تطوير ‘’معايير العلوم’’ تحول الاهتمام من محتوى التعليم إلى علوم التعلم «أي التخصصات التي تصب في سياق البحث والتكنولوجيا والعلوم الشخصية [و] الاجتماعية»